# Ворожейкін Арсеній Васильович
Вороже́йкін Арсе́ній Васи́льович (нар. 15 (28) жовтня 1912 — пом. 23 травня 2001) — один з найрезультативніших радянських льотчиків-винищувачів німецько-радянської війни. Двічі Герой Радянського Союзу (04.02.1944; 19.08.1944), генерал-майор авіації (1954).

## Біографія
Народився 15 (28) жовтня 1912 року в селі Прокоф'єво Городецького повіту Нижньогородської губернії (тепер Городецький район Нижньогородської області) в селянській родині. Росіянин. Член ВКП(б) з 1932 року.
У 1931—1933 роках проходив військову службу в лавах РСЧА червоноармійцем 17-ї Нижньогородської територіальної стрілецької дивізії.
Після звільнення в запас у 1933 році вступив до Вищої комуністичної сільськогосподарської школи (м. Горький). Провчився один курс.
У 1934 році вдруге зарахований до лав РСЧА. У 1937 році закінчив Харківську військову авіаційну школу льотчиків. З листопада 1937 року — молодший льотчик 53-го бомбардувального авіаційного полку (м. Іваново).
У січні 1939 року закінчив 6-місячні курси льотчиків-комісарів й призначений комісаром ескадрильї 53-го бомбардувального авіаційного полку. З травня 1939 року — комісар ескадрильї 22-го винищувального авіаційного полку.
Учасник боїв на річці Халхин-Гол у 1939 році. Провів 30 повітряних боїв, у яких збив 6 японських літаків. Під час одного з боїв отримав важке поранення хребта.
Брав участь в радянсько-фінській війні 1939—1940 років комісаром авіаційної ескадрильї. З лютого 1940 року — комісар 38-го винищувального авіаційного полку в складі ВПС Прибалтійського ВО.
З березня 1940 року — заступник командира по політчастині, а з березня 1941 року — командир ескадрильї 342-го винищувального авіаційного полку ВПС Закавказького ВО.
У 1942 році закінчив прискорений курс Військово-повітряної академії.
На фронтах німецько-радянської війни з серпня 1942 року. Обіймав посаду заступника командира, а з липня 1943 року — командира ескадрильї 728-го винищувального авіаційного полку. Воював на Калінінському, Воронезькому, 1-у Українському фронтах.
На січень 1944 року командир ескадрильї 728-го винищувального авіаційного полку 256-ї винищувальної авіаційної дивізії 5-го винищувального авіаційного корпусу 2-ї повітряної армії капітан А. В. Ворожейкін здійснив 78 бойових вильотів, у 32 повітряних боях особисто збив 19 літаків ворога.
З липня 1944 року — заступник командира 32-го винищувального авіаційного полку.
У жовтні 1944 року призначений старшим льотчиком-інструктором Управління бойової підготовки фронтової авіації ВПС РСЧА. Попри це продовжував вилітати на бойові завдання. Свій останній бойовий виліт здійснив над палаючим Берліном.
Всього за роки війни А. В. Ворожейкін здійснив близько 400 бойових вильотів, у повітряних боях збив особисто 52 (з них 6 — на Халхин-Голі) та в складі групи — 14 ворожих літаків. Був тричі поранений.
Після війни продовжив військову службу в авіації. З жовтня 1945 року — командир 9-го гвардійського винищувального авіаційного полку 129-ї винищувальної авіаційної дивізії.
З грудня 1947 по листопад 1950 року — старший інспектор Управління бойової підготовки винищувальної ВПС СРСР.
У 1952 році закінчив Вищу військову академію імені Ворошилова. З березня 1953 року — командир 108-ї винищувальної авіаційної дивізії 76-ї повітряної армії Ленінградського ВО.
У серпні 1953 року 108-а ВАД у повному складі була передана до складу ВПС ВМФ СРСР та перекинута на Чорне море до складу ВПС Чорноморського флоту.
З березня 1955 року — помічник командувача ВПС 4-го ВМФ на Балтиці. З березня 1956 року — перший заступник командувача ППО Чорноморського флоту.
У січні 1957 року А. В. Ворожейкін за станом здоров'я вийшов у запас.
Мешкав у Москві. Помер 23 травня 2001 року. Похований на Троєкурівському цвинтарі.

## Нагороди
Указом Президії Верховної Ради СРСР від 4 лютого 1944 року за мужність і героїзм, виявлені в боях з німецько-фашистськими загарбниками
капітан Ворожейкін Арсеній Васильович удостоєний звання Героя Радянського Союзу з врученням ордена Леніна і медалі «Золота Зірка» (№ 2043).
Указом Президії Верховної Ради СРСР від 19 серпня 1944 року капітан Ворожейкін Арсеній Васильович нагороджений другою медаллю «Золота Зірка» (№ 28/II).
Нагороджений орденом Леніна, чотирма орденами Червоного Прапора, орденами Суворова 3-го ступеня, Олександра Невського, Вітчизняної війни 1-го ступеня, двома орденами Червоної Зірки й медалями.
У 1945 році нагороджений американським Хрестом льотних заслуг.

## Літературна діяльність
Протягом всього повоєнного часу А. В. Ворожейкін активно займався літературною діяльністю. Він є автором низки книг військових спогадів:
- Заметки об огневом мастерстве. — М.: Воениздат, 1945 [Архівовано 16 травня 2013 у Wayback Machine.]
- Истребители. — М.: Воениздат, 1961 [Архівовано 19 лютого 2013 у Wayback Machine.]
- Над Курской дугой. — М.: Воениздат, 1962. [Архівовано 16 травня 2013 у Wayback Machine.]
- Рассвет над Киевом. — М.: Воениздат, 1966. [Архівовано 19 лютого 2013 у Wayback Machine.]
- Под нами Берлин. — Горький: Волго-Вятское книжное издательство, 1970. [Архівовано 20 серпня 2012 у Wayback Machine.]
- Рядовой авиации. — М., 1972;
- Сильнее смерти. — М.: Детская литература, 1978. [Архівовано 14 квітня 2013 у Wayback Machine.]
- Солдаты неба. — М.: Воениздат, 1986. [Архівовано 16 травня 2013 у Wayback Machine.]
- Небо истребителя. — М.: Воениздат, 1991. [Архівовано 16 травня 2013 у Wayback Machine.]

## Пам'ять
В місті Городець встановлено бронзове погруддя Героя.
Ім'ям А. В. Ворожейкіна названо вулиці у містах Нижній Новгород і Городець.